# Gyrinus gulosus
Gyrinus gulosus là một loài bọ cánh cứng trong họ van Gyrinidae. Loài này được Dahl miêu tả khoa học năm 1823.